# 福岡市立田村小学校
福岡市立田村小学校（ふくおかしりつ たむらしょうがっこう）は、福岡県福岡市早良区田村三丁目にある公立小学校。

## 態様
福岡市早良区の西部を占める早良平野の内にあって、室見川の流れを近場に湛え、市営住宅が形成し広がる団地に囲まれて存在している。名称の由来は所在地（田村街区、古くは『田』という字であった）の地名。

## 歴史
- 昭和61年（1986年） - 福岡市立田隈小学校から分離して開校。

## 交通
最寄のバス停留所は西鉄バス『田村団地』。

## 周辺
- 市営住宅田村団地
隣接して周囲に存在。
- 四箇田団地
わずか南方に所在。
- 福岡市立四箇田小学校
わずか南方、上記四箇田団地の内部に所在。
- 福岡歯科大学
わずか北方に所在。